# STS-46
STS-46 (ang. Space Transportation System) – dwunasta misja wahadłowca kosmicznego Atlantis i czterdziesta dziewiąta programu lotów wahadłowców.

## Załoga
źródło
- Loren Shriver (3)*, dowódca (CDR)
- Andrew Allen (1), pilot (PLT)
- Jeffrey "Jeff" Hoffman (3), specjalista misji 3 (MS3)
- Franklin Chang-Díaz (3), specjalista misji 4 (MS4)
- Claude Nicollier (1), specjalista misji 1 (MS1) (ESA, Szwajcaria)
- Marsha Ivins (2), specjalista misji 2 (MS2)
- Franco Malerba (1), specjalista ładunku 1 (PS) (Włochy)

*(liczba w nawiasie oznacza liczbę lotów odbytych przez każdego z astronautów)

## Parametry misji

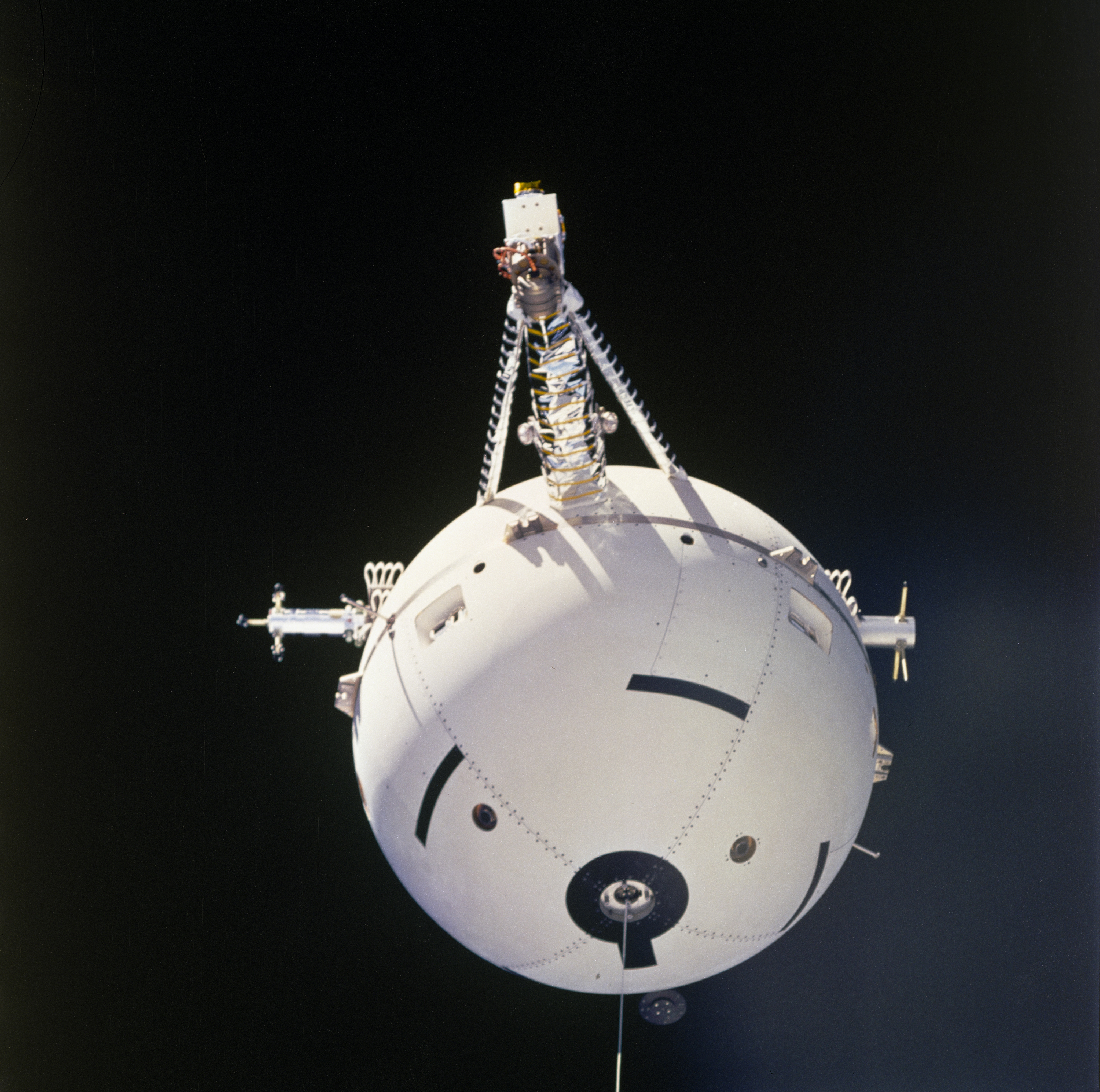
Satelita TSS

źródło
- Masa: 
  - startowa orbitera: 116 133 kg
  - lądującego orbitera: 94 711 kg
  - ładunku: 12 965 kg
- Perygeum: 425 km
- Apogeum: 437 km
- Inklinacja: 28,45°
- Okres orbitalny: 93,2 min

## Cel misji
Umieszczenie na orbicie samodzielnej platformy Eureca-1 (European Retrievable Carrier) oraz eksperyment z satelitą TSS-1 (Tether Satellite System), który został połączony z wahadłowcem za pomocą kabla o długości 22 km. Eksperyment z satelitą TSS-1 nie powiódł się – kabel zablokował się po rozwinięciu około 262 metrów i mimo licznych prób nie udało się go odblokować, dlatego zwinięto go i zabrano satelitę z powrotem na pokład wahadłowca.